# The Ace of Cups
The Ace of Cups était un groupe rock psychédélique américain de la fin des années 1960 et du début des années 1970. Fondé en 1967 à San Francisco, il se composait de Marie Gannon à la basse, Marla Hunt aux claviers et piano, Denise Kaufman à la guitare et l'harmonica, Mary Ellen Simpson à la guitare et Diane Vitalich à la batterie. Il est cité comme étant le premier groupe de rock exclusivement féminin,,,.